# 左門町
左門町（さもんちょう）は、東京都新宿区の町名。「丁目」の設定のない単独町名である。住居表示未実施。

## 地理
新宿区の南部に位置する。町域北部は、四谷三丁目に接する。東部から南東部にかけては、須賀町に接する。南西部の一部は、信濃町に接する。西部は大京町に接する（地名はいずれも新宿区）。中央を外苑東通りが縦貫している。また北部も新宿通りに面してはいないが、その至近にある。幹線道路沿いは、高層建造物が建ち並んでいるが、道路から離れると、住宅地になっている。

## 歴史
左門町は、江戸時代には鶴屋南北による怪談話『東海道四谷怪談』に登場する「お岩」が居住していた地としても知られている。当地には「お岩」を祀った於岩稲荷が存在するが、史実としてお岩自身は一般的に「四谷怪談」で知られるような恐ろしい女性ではなく、大変仲睦まじい夫婦であり、良く働き家庭を支え続けた健気な女性であったといわれている。

### 地名の由来
地名の由来は、この地に江戸幕府の先手組組頭・諏訪左門の組屋敷があったことにちなんでいる。

## 世帯数と人口
2025年（令和7年）3月1日現在（新宿区発表）の世帯数と人口は以下の通りである。
- 世帯数 : 1,118世帯
- 人口 : 1,653人

### 人口の変遷
国勢調査による人口の推移。
| 年                 | 人口  |
| ------------------ | ----- |
| 1995年（平成7年）  | 1,097 |
| 2000年（平成12年） | 1,114 |
| 2005年（平成17年） | 1,510 |
| 2010年（平成22年） | 1,573 |
| 2015年（平成27年） | 1,485 |
| 2020年（令和2年）  | 1,718 |

### 世帯数の変遷
国勢調査による世帯数の推移。
| 年                 | 世帯数 |
| ------------------ | ------ |
| 1995年（平成7年）  | 602    |
| 2000年（平成12年） | 659    |
| 2005年（平成17年） | 982    |
| 2010年（平成22年） | 1,021  |
| 2015年（平成27年） | 947    |
| 2020年（令和2年）  | 1,150  |

## 学区
区立小・中学校に通う場合、学区は以下の通りとなる（2018年8月時点）。
- 区域 : 全域
  - 小学校 : 新宿区立四谷第六小学校
  - 中学校 : 新宿区立四谷中学校

## 交通
町域内には鉄道駅はないが、地下鉄丸ノ内線の四谷三丁目駅が至近にある。南部は、中央・総武線の信濃町駅も利用可能である。

## 事業所
2021年（令和3年）現在の経済センサス調査による事業所数と従業員数は以下の通りである。
- 事業所数 : 227事業所
- 従業員数 : 2,937人

### 事業者数の変遷
経済センサスによる事業所数の推移。
| 年                 | 事業者数 |
| ------------------ | -------- |
| 2016年（平成28年） | 225      |
| 2021年（令和3年）  | 227      |

### 従業員数の変遷
経済センサスによる従業員数の推移。
| 年                 | 従業員数 |
| ------------------ | -------- |
| 2016年（平成28年） | 2,538    |
| 2021年（令和3年）  | 2,937    |

## 施設
- 於岩稲荷田宮神社（お岩稲荷）
- 陽運寺 - お岩稲荷はこの寺院にもある。
- 四谷警察署
- 創価学会戸田記念国際会館：創価学会の海外組織であるSGI（創価学会インタナショナル）の本部が置かれている。

## その他

### 日本郵便
- 郵便番号 : 160-0017[3]（集配局 : 新宿郵便局[15]）。